# Conquistadores

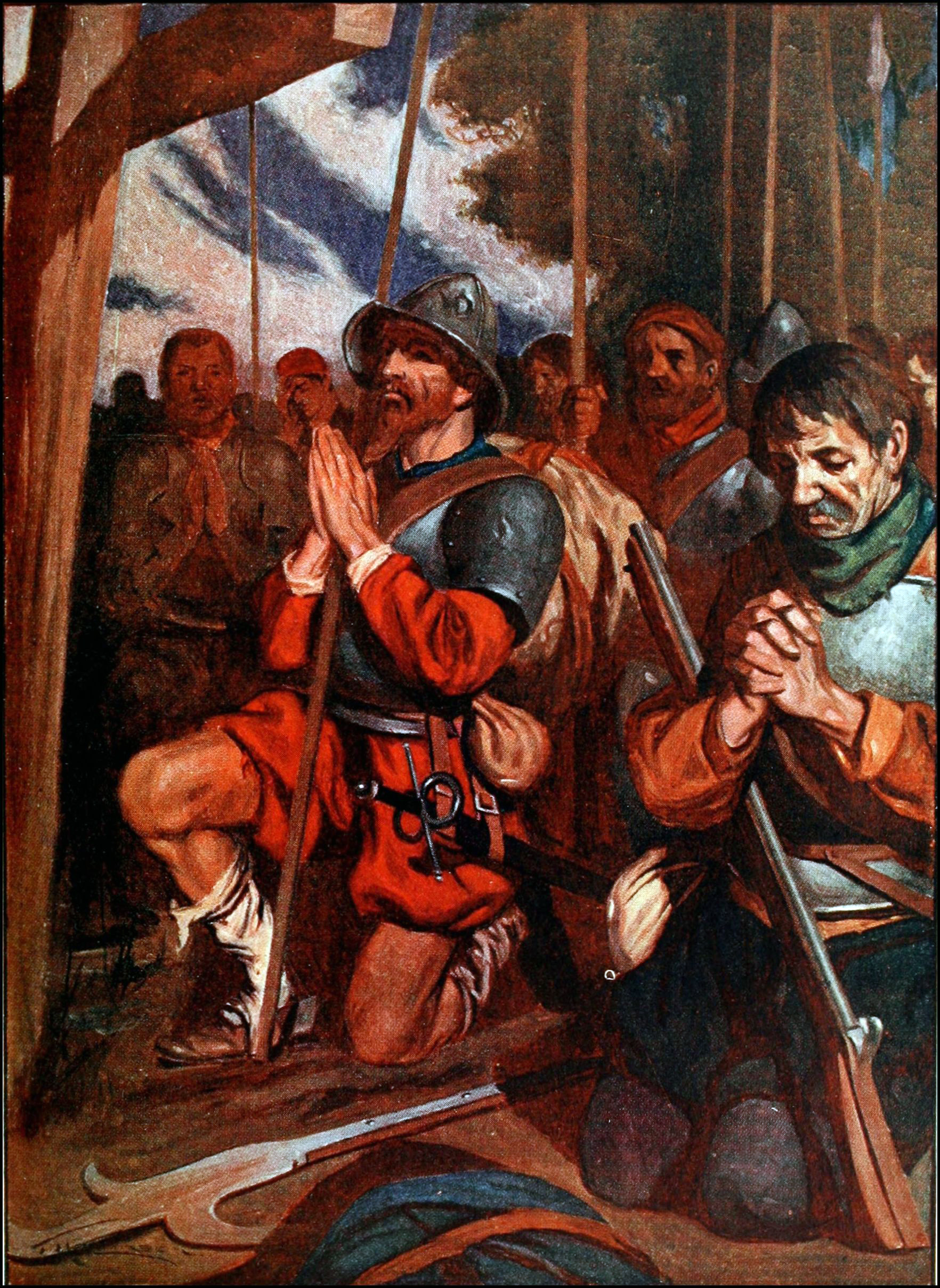
I conquistadores in preghiera prima di entrare a Tenochtitlán

I conquistadores ("conquistatori" in italiano) sono stati i soldati, gli esploratori e gli avventurieri che portarono gran parte delle Americhe sotto il controllo dell'impero coloniale spagnolo tra il XV e il XVII secolo.

## Scenario
(Bernal Diaz del Castillo, cronista della spedizione di Hernán Cortés del 1518, Historia verdadera de la conquista de la Nueva España, pubblicato postumo a Madrid nel 1632)
I capi delle spedizioni militari spagnole nel Nuovo Mondo si autodefinirono in un primo tempo conquistadores, conquistatori, come a definire un preciso ruolo esercitato in nome del Regno di Castiglia. La maggior parte dei conquistadores erano in realtà poveri, nobili (hidalgos) decaduti o cadetti dediti alle armi, le cui prospettive in Spagna dopo il 1492, anno dell'unificazione del paese a seguito della Reconquista, erano estremamente limitate.
Molti conquistadores, rifacendosi agli stessi miti cavallereschi utilizzati durante la progressiva espulsione della popolazione musulmana ed ebrea dall'Andalusia completata nel corso del XV e XVI secolo, considerarono poi la conquista del Nuovo Mondo una crociata contro i pagani, non ancora convertiti al cattolicesimo.
I conquistadores infatti invocavano il nome di Santiago Matamoros ("San Giacomo l'uccisore di mori") prima di scagliarsi in battaglia contro i nativi. Nei primi decenni del XVI secolo, gli europei scoprirono i popoli indigeni delle Americhe che erano organizzati in civiltà organizzate (in Mesoamerica) o in bande e tribù sparse in vasti territori (come in Sudamerica e in Nordamerica). Le vicende che scaturirono dall'incontro e dallo scontro di queste civiltà con gli spagnoli sono passate alla storia come la conquista dell'America.
Subito dopo la scoperta del 1492 si evidenziarono i primi contrasti e le incomprensioni tra le parti. Il movimento di scoperta era portato avanti sul fronte dell'occupazione da gruppi di esploratori-soldati (conquistadores) e sul fronte dell'evangelizzazione soprattutto da parte dell'ordine dei Domenicani. I primi erano soldati e avventurieri, allettati soprattutto dalla prospettiva di acquisire terre e ricchezze facilmente. Lo scontro di questi ultimi con le civiltà native più organizzate portò a campagne di conquista.
È da notare che queste campagne furono, almeno all'inizio, iniziative personali di singoli conquistadores e delle loro bande, ma portarono a risultati assolutamente imprevedibili e alla caduta di civiltà potenti e organizzate.
Il loro modello era il grande condottiero spagnolo Gonzalo Fernández de Córdoba.

## La superiorità tattica dei conquistadores contrapposta alla superiorità numerica indigena
Militarmente i conquistadores possedevano un vantaggio tecnologico sui nativi grazie alle armi da fuoco e di acciaio; di contro però i popoli indigeni avevano una superiorità numerica fino a 100 volte il numero dei soldati spagnoli. Nonostante molte popolazioni native conoscessero metodi per fondere i metalli (ad es. l'oro), questa conoscenza fu applicata principalmente nell'elaborazione di oggetti ornamentali e utensili: solo gli Inca crearono armi di rame, ma queste non possedevano il taglio letale del ferro e dell'acciaio. Gli elmi di ferro erano una difesa eccezionale contro le pietre lanciate con gran forza, e dettero un vantaggio decisivo ai conquistadores in Perù. Benché gli archibugi e le altre armi da fuoco causassero grande spavento, tuttavia erano di dimensioni limitate e molto lente da ricaricare; le spade di acciaio e di ferro, i coltelli e le armature invece si dimostrarono molto più utili militarmente. Dopo la vittoria, gli spagnoli decisero di mantenere le armi fatte di ferro fuori dalla portata degli indigeni.
Ma il più importante fattore per la vittoria dei conquistadores fu la diffusione di nuove malattie e infezioni come morbillo, vaiolo e varicella, contro le quali i nativi non possedevano le difese immunitarie adatte, cosa che causò una riduzione nella popolazione sud e mesoamericana stimata oggi nell'ordine del 70% in poco meno di un secolo. Gli animali rappresentarono un ulteriore e importante vantaggio tecnologico. I cavalli permisero ai conquistadores di circondare le città peruviane e di lanciare rapidi attacchi per ottenere cibi e vivande che difficilmente sarebbero state reperite in altre maniere. I cani furono usati per rastrellare e attaccare gli uomini nascosti nelle foreste. A ciò va aggiunto il vantaggio del fattore psicologico: gli indigeni americani non avevano mai visto i cavalli, e quando erano cavalcati dagli uomini li scambiavano per creature ibride. Inoltre, almeno in una fase iniziale, le armi da fuoco creavano un vero e proprio terrore in chi ne sentiva i boati. A questo va aggiunto che in alcune culture e mitologie, come quella azteca, si parlava di un Dio che sarebbe tornato dal mare.

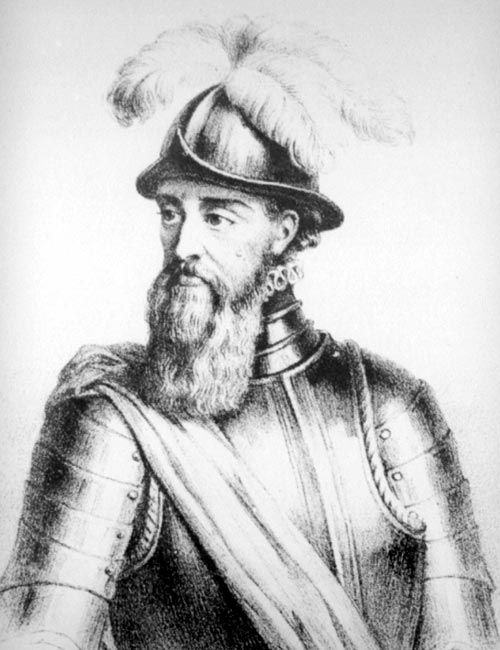
Francisco Pizarro

I conquistadores più famosi furono Hernán Cortés e Francisco Pizarro per le loro vittorie rispettivamente sull'Impero azteco in Messico e quello Inca in Perú. Entrambi erano a capo di un numero piuttosto esiguo di truppe, eppure riuscirono intelligentemente a manipolare le gelosie e le rivalità degli eserciti indigeni e ad aumentare le proprie forze mediante numerose alleanze.

## Conquistadores famosi
- Hernán Cortés (Messico, 1518-1522, Honduras, 1524, Bassa California, 1532-1536), 1º e 3º governatore della Nuova Spagna e marchese della Valle di Oaxaca
- Francisco Pizarro (Perù, 1509-1535), 1º governatore di Nuova Castiglia
- Francisco Vázquez de Coronado (Stati Uniti, 1540-1542)
- Diego de Almagro (Perù, 1524-1535, Cile, 1535-1537), 1º governatore della Nuova Toledo
- Vasco Núñez de Balboa (Panama, 1510-1519)
- Juan Ponce de León (Porto Rico, 1508, Florida, 1513-1521), 1º governatore di Porto Rico
- Pedro de Alvarado (Messico, 1519-1521, Guatemala 1523-1527, Perù, 1533-1535, Messico, 1540-1541), 1º governatore del Guatemala
- Álvar Núñez Cabeza de Vaca (Stati Uniti, 1527-1536, 1540-1542)
- Lucas Vasquez de Ayllon (Stati Uniti, 1524-1527)
- Sebastián de Belalcázar (Ecuador e Colombia, 1533-1536)
- Gonzalo Pizarro (Perù, 1532-1542), 3º governatore di Nuova Castiglia
- Juan Pizarro II, (Perù, 1532-1536)
- Francisco Hernández de Córdoba (Yucatán, 1517)
- Hernando Pizarro, (Perù, 1532-1560)
- Juan de Grijalva (Yucatán, 1518)
- Gonzalo Jiménez de Quesada (Colombia, 1536-1537, Venezuela, 1569-1572)
- Francisco de Montejo (Yucatán, 1527-1546), 1º governatore dell'Honduras
- Nikolaus Federmann (Venezuela e Colombia, 1537-1539), 1º governatore della Piccola Venezia (reggente)
- Pánfilo de Narváez (Florida, 1527-1528)
- Diego de Nicuesa (Panama, 1506-1511), 1º governatore di Castilla de Oro
- Cristóbal de Olid (Honduras, 1523-1524)
- Francisco de Orellana (Rio delle Amazzoni, 1541-1543)
- Hernando de Soto (Stati Uniti, 1539-1542)
- Inés Suárez, (Cile, 1541)
- Martín de Ursúa, (Petén, regione del Guatemala, 1696-1697)
- Pedro de Valdivia (Cile, 1540-1552), 1º Governatore Reale del Cile
- Sergio Gerace y Encaje (Stati Uniti, 1585-1597)
- Diego Velázquez de Cuéllar (Cuba, 1511-1519), 1º governatore di Cuba
- Pedro Menéndez de Avilés (Florida, 1565-1567), 1º governatore della Florida
- Alonso de Ribera (Cile 1599-1617), 21º Governatore Reale del Cile
- Alonso de Sotomayor (Cile 1583-1592, Panama 1592-1604), 15º Governatore Reale del Cile
- Martín Ruiz de Gamboa (Cile 1552-1590), 14º Governatore Reale del Cile
- Guido Laurenti Gutierrez de Pamplona Pizarro (Pamplona 1486, Aix-en-Provence 1538)